# Saintpaulia ionantha
Espèce
Classification phylogénétique
Statut de conservation UICN

 NT  : Quasi menacé
Saintpaulia ionantha (ou Streptocarpus ionanthus), souvent appelé par son simple nom de genre Saintpaulia ou saintpaulia commun, également connu sous le nom de violette africaine ou violette du Cap, est une espèce de plantes à fleurs de la famille des Gesneriaceae. Malgré le nom vernaculaire de violette, la plante n'a pas de lien avec le genre Viola.
Le saintpaulia fut découvert en 1892, par le baron Walter von Saint Paul-Illaire dans les monts Usambara en Tanzanie.

## Culture
C'est une plante d'intérieur assez réputée, même s'il faut parfois la contraindre comme un bonzaï : attendre que la plante ait un peu soif et que ses feuilles commencent à se faner, avant de l'arroser. Ceci permet de forcer la floraison quand la plante devient vraiment trop lente à donner des fleurs. On évite également ainsi la pourriture des racines.